# أولاد احميدة (أولاد غنام)
أولاد احميدة هو دُوَّار يقع بجماعة أولاد علي الطوالع، إقليم بنسليمان، جهة الدار البيضاء سطات في المملكة المغربية. ينتمي الدوّار لمشيخة أولاد غنام التي تضم 9 دواوير. يقدر عدد سكانه بـ 808 نسمة حسب الإحصاء الرسمي للسكان والسكنى لسنة 2004.

## روابط خارجية
- البوابة الوطنية للجماعات الترابية
- المندوبية السامية للتخطيط